# Pitons du Carbet

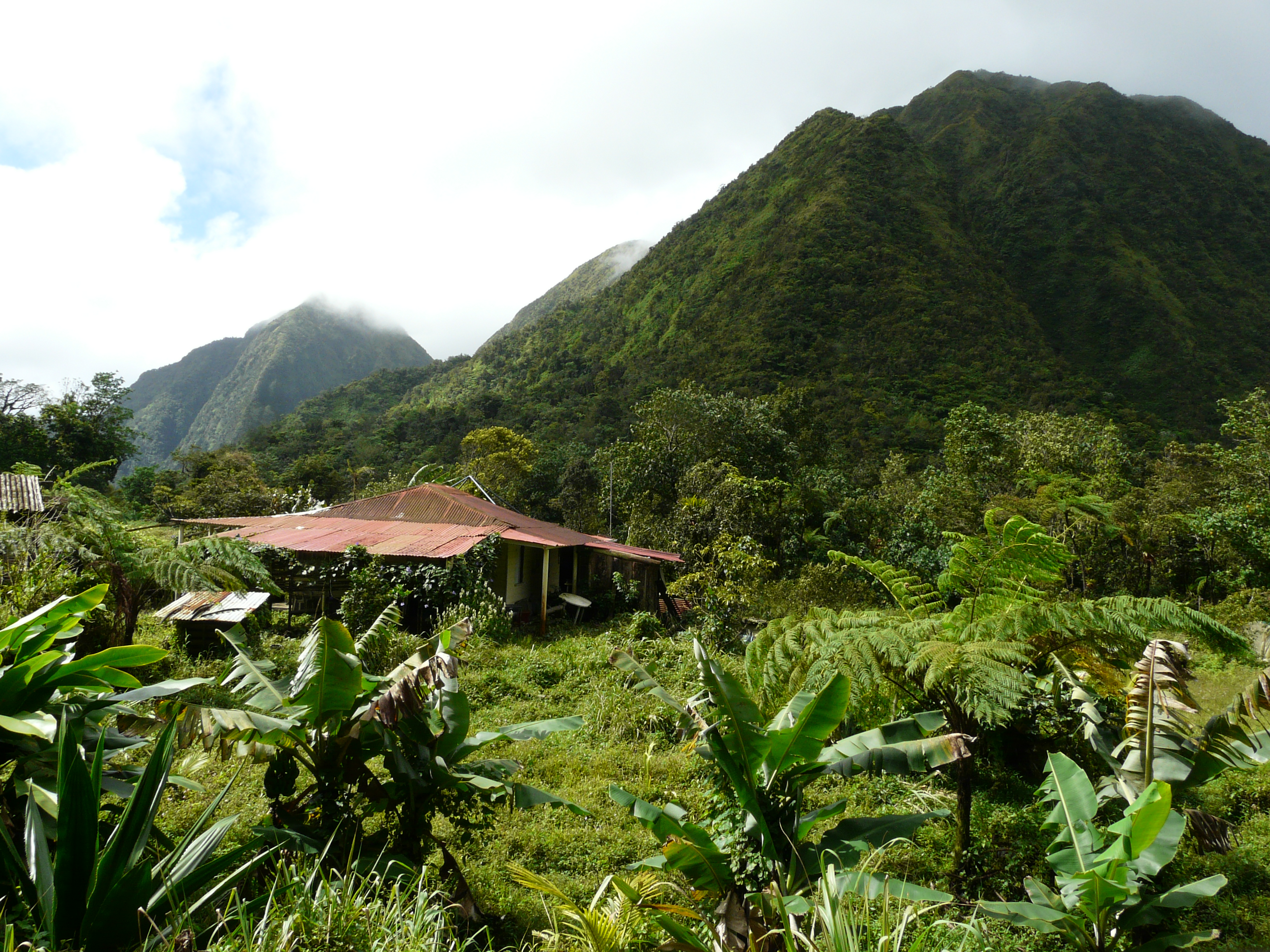
Pitons du Carbet vom Plateau du Boucher aus, von rechts nach links Piton Boucher, Piton Lacroix und Piton de l’Alma

Die Pitons du Carbet bilden einen Bergzug mit einer maximalen Höhe von 1196 m, der nördlich der Hauptstadt Fort-de-France auf Martinique gelegen ist. Die Pitons du Carbet sind somit die dritthöchste Erhebung von Martinique. Sie gehören seit 2023 als Teil der Vulkane und Wälder des Pelée und die Pitons im Norden von Martinique zum UNESCO-Welterbe.

## Geographie
Von dem nordöstlich von Fort-de-France gelegenen Gebiet mit den Gemeinden Saint-Joseph und Gros-Morne bilden die steil aufragenden und meistens von Wolken verhüllten Berge eine beeindruckende Kulisse. Die Berge sind in tiefen Lagen mit dichtem tropischen Regenwald bewachsen, der in höheren Lagen zunehmend einer Höhenvegetation (hüft- bis schulterhohes Gras und Gebüsch) weicht.
Die Bergzug besteht aus folgenden Einzelbergen:
- Piton Lacroix 1196 m, (am westlichsten gelegen)
- Piton Dumauzé 1109 m, (südöstlich gelegene Spitze)
- Piton de l’Alma 1105 m, (südöstlich gelegene Spitze)
- Piton Boucher 1069 m (nordöstlich gelegene Spitze)

## Besteigung
Die Besteigungen erfolgen über die Grate. Alle Besteigungen Schwierigkeitsgrad 5 nach französischem Niveau in vielen Führern (großzügig?) angegeben, Schwierigkeitsgrad II bis III nach UIAA.
- Besteigung des Piton Boucher von der N3 vom Plateau Boucher (ca. 650 m). Dauer ca. 1½ Stunden für die Besteigung, ca. 1 Stunde für den Abstieg.

- Beliebt ist die Ost-Süd-Überschreitung beginnend von der N3 vom Plateau Boucher über den Piton Boucher, Piton Lacroix, Piton Dumauzé bis zur ehemaligen Thermalstation Absalon. Der gesamte Höhenunterschied beträgt 1120 m über eine Strecke von 9,5 km bei einer in den meisten Führern angegebenen Gehzeit von 7 h.

- Von der N3 vom Plateau Boucher über den Piton Boucher, Morne Piquet (1159 m) und zurück bis zum Plateau Boucher, 6 km, 5 h, 590 m Höhenunterschied. Alternativ Überschreitung nach Westen bis Morne Modeste (534 m).

- Piton Lacroix von Westen. Ab Parkplatz Morne Modeste über Morne Piquet zum Piton Lacroix. Abstieg nach Montjoly. 5 km, 5 h, 820 m Höhendifferenz.

## Weltnaturerbe
Am 16. September 2023 wurden die Pitons du Carbet gemeinsam mit dem ebenfalls im Norden Martiniques gelegenen Vulkan Montagne Pelée als Naturerbestätten in das UNESCO-Welterbe aufgenommen.